# Есьман, Иосиф Гаврилович
Иосиф Гаврилович Есьман (1 декабря 1868, Вилейка, Виленская губерния — 30 июня 1955, Баку) — советский учёный в области гидравлики и гидротехники. Герой Труда (1932).

## Биография
Родился 1 декабря 1868 года в местечке Вилейка Российской империи. Затем семья перебралась в Минск.
Окончив гимназию, в 1887 году поступил в Санкт-Петербургский технологический институт. С 1892 по 1902 годы работал на ответственных инженерных должностях по водоснабжению в железнодорожном транспорте. В течение этого периода спроектировал порядка сотни железнодорожных гидравлических коммуникаций для вновь строящихся железных дорог.
С 1902 года И. Г. Есьман начал работать в Петербургском политехническом институте, из которого был командирован за границу для изучения зарубежного опыта в гидравлике и гидравлических машинах. С 1905 по 1912 годы он работал в организованной им при Политехническом институте гидравлической лаборатории. Профессор — с 1913 года.
С 1910 года Есьман состоял членом Особой межведомственной комиссии при Министерстве юстиции, участвовал в работе Института экспериментальной медицины по созданию гидравлической теории некоторых физиологических процессов. С 1911 года был председателем научно-технического общества технологов и редактором отдела гидравлико-технической энциклопедии, издаваемой товариществом «Просвещение». До Первой мировой войны преподавал в петербургских институтах — Политехническом, Электротехническом и Институте гражданских инженеров.
Во время войны учёный прекратил педагогическую деятельность и стал работать в области гидротехники важных для страны заводов. В 1917 году он был командирован в Тифлис для контроля работ по строительству гидроэлектрической станции для алюминиевого завода. Из-за начавшейся Гражданской войны в России не смог вернуться в Петроград и остался жить во Владикавказе, где с 1918 года работал на государственных должностях во вновь образованной Горской Советской Республике. Здесь же он стал организатором Владикавказского политехнического института, где читал курс механики и вскоре был избран ректором. В 1922 году Иосиф Гаврилович приехал в Баку, куда его пригласили на должность профессора в Азербайджанском политехническом институте (в 1928 году стал ректором института). В 1925 году одновременно работал в Тифлисском политехническом институте, где основал кафедру гидравлики и гидротехнических сооружений. В 1927 году также работал профессором Тифлисского государственного университета, а в 1930 году — профессором гидравлики Закавказского института инженеров транспорта. С 1930 года также работал консультантом Закавказского научно-исследовательского института гидротехники и энергетики. C 1935 года — заместителем директора по научно-исследовательской части Закавказского института санитарной техники.

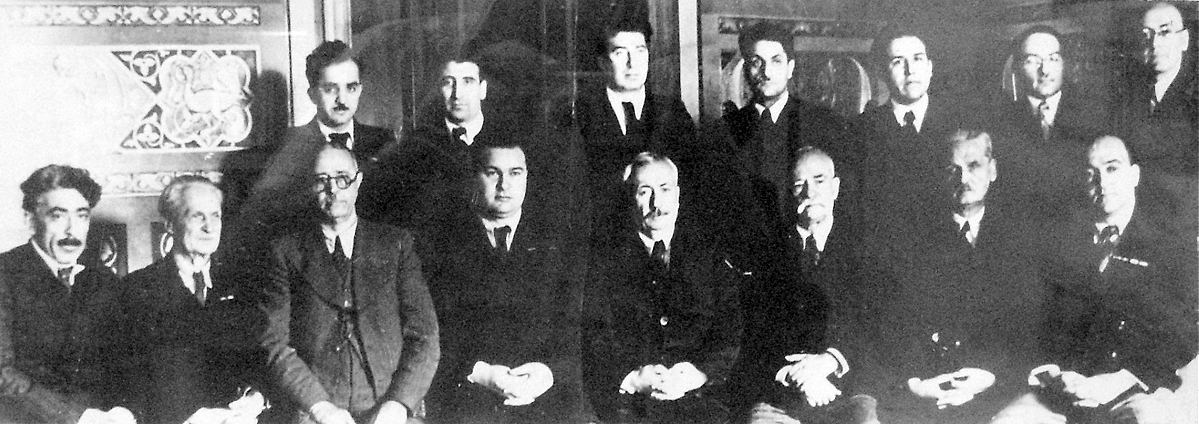
Первые члены Президиума АН АзССР, 1945 г.
Нижний ряд (слева направо, сидят): поэт С. Вургун, учёный-гидравлик И. Г. Есьман, У. Гаджибеков, А. А. Ализаде, президент Академии М. Миркасимов, И. И. Широкогоров, А. А. Гроссгейм, М. А. Топчибашев (учёный, хирург). Стоят: Ю. Мамедалиев, М. А. Ибрагимов, Ш. А. Азизбеков, Г. Н. Гусейнов, Мир-Али Кашкай, С. А. Дадашев, М. А. Усейнов

В 1945 году И. Г. Есьман был избран действительным членом Академии наук Азербайджанской ССР.
Умер 1 июля 1955 года в Баку. Имя учёного в 1943 году было присвоено Институту энергетики Академии наук Азербайджанской ССР.

## Награды
- Заслуженный деятель науки Азербайджанской ССР (13.01.1929)
- Герой Труда (1932)
- орден Ленина
- орден Трудового Красного Знамени (1932)
- орден Красной Звезды (10.06.1945)
- медали